# Jiří Toman
Jiří Toman (* 5. November 1938 in Prag; † 20. April 2020 in Genf) war ein tschechisch-schweizerischer Jurist und Experte im Bereich des internationalen Rechts. Von 1992 bis 1998 wirkte er als Direktor des Henry-Dunant-Instituts in Genf, dem er ab 1969 zunächst als wissenschaftlicher Mitarbeiter und später in verschiedenen leitenden Positionen angehörte. Von 1998 bis 2018 war er Professor an der Santa Clara University in den Vereinigten Staaten.

## Leben
Jiří Toman wurde 1938 in Prag geboren und studierte von 1956 bis 1961 Rechtswissenschaften an der Karls-Universität Prag, an der er 1966 auch promovierte. Anschließend wirkte er bis 1970 als Lehrbeauftragter an verschiedenen Prager Hochschulen. Parallel dazu absolvierte er von 1965 bis 1970 ein Studium am Genfer Hochschulinstitut für internationale Studien. 1981 promovierte er an der Universität Genf im Bereich Politikwissenschaften.
Von 1969 bis 1972 war er wissenschaftlicher Mitarbeiter des Genfer Henry-Dunant-Instituts, des Forschungs-, Informations- und Ausbildungszentrums der Internationalen Rotkreuz- und Rothalbmond-Bewegung. Anschließend wirkte er dort bis 1979 als Forschungsdirektor, von 1979 bis 1992 als stellvertretender Direktor und von 1992 bis 1998 als Direktor. Darüber hinaus war er in den 1980er Jahren Berater für mehrere Organisationen der Vereinten Nationen, so beispielsweise von 1983 bis 1988 für die Organisation der Vereinten Nationen für Erziehung, Wissenschaft und Kultur (UNESCO) und von 1985 bis 1986 für die Organisation der Vereinten Nationen für Katastrophenhilfe (UNDRO). Von 1998 bis 2018 war er Professor an der Juristischen Fakultät der Santa Clara University, an der er in den Jahren 1982 und 1989 bereits Gastprofessor gewesen war. Anschließend wirkte Toman als Gastprofessor an der Donau-Universität Krems. Er starb mit 81 Jahren an den Folgen einer SARS-CoV-2-Infektion.
Die Forschungs- und Lehraktivitäten von Jiří Toman im Bereich des internationalen Rechts konzentrierten sich insbesondere auf die Bereiche der Menschenrechte und des humanitären Völkerrechts sowie auf internationale Organisationen.
Er war Ehrenritter des St. Georgs-Orden des Hauses Habsburg-Lothringen.

## Werke (Auswahl)
- International Dimensions of Humanitarian Law. Henry-Dunant-Institut / UNESCO / Martinus Nijhoff Publishers, Genf, Paris und Dordrecht 1988
- The laws of armed conflicts: a collection of conventions, resolutions, and other documents. Sijthoff & Noordhoff International Publishers, Alphen aan den Rijn 1988 (als Mitherausgeber)
- Droit des Conflits Armes. Recueil des conventions, resolutions et autres documents. IKRK und Henry-Dunant-Institut, Genf 1996
- The Protection of Cultural Property in the Event of Armed Conflict: Commentary on the Hague Convention 14 May 1954. UNESCO / Dartmouth Publishing Company, Aldershot 1996